# Friedrich Uppenborn

Friedrich Uppenborn

Friedrich Uppenborn (* 29. Januar 1859; † 25. März 1907) war ein deutscher Elektrotechniker.

## Leben
Da auf dem Polytechnikum noch keine Elektrotechnik gelehrt wurde, eignete Uppenborn sich die Kenntnisse selbst an. 1892 ging er zu Schuckert & Co. in Nürnberg, wo er Strom- und Spannungsmesser entwickelte. Er wurde auch Fachschriftsteller mit Artikeln in der Zeitschrift für angewandte Elektrizitätslehre und gab den Uppenborns Kalender für Elektrotechniker heraus. 1891 übernahm er die Redaktion der Zeitschrift (ab 1893 Centralblatt für Elektrotechnik). 1888 veröffentlichte er mit John Ambrose Fleming ein Buch zur Geschichte des Transformators. Ab 1889 leitete er die Redaktion der Elektrotechnischen Zeitschrift (ETZ). Er war auch maßgeblich an der Erarbeitung der ersten Sicherheitsvorschriften (heute VDE 0100) beteiligt.
Nachdem er 1894 in München zum städtischen Elektrotechniker ernannt worden war, gründete er das städtische Beleuchtungsamt und trieb die Entwicklung der Elektrizität in München schnell voran. Er hatte alle wichtigen Vorkehrungen getroffen, als 1899 der Vertrag der Stadt mit der Gasanstalt auslief. Es waren die Elektrizitätswerke München gegründet und das erste Dampfkraftwerk konnte die Stromversorgung übernehmen.
Er führte in München auch die elektrische Straßenbahn ein. Nachdem diese ans Netz ging, erhöhte er die Leistung des Muffatwerks und ließ bis 6. Juli 1907 unterhalb von Moosburg eine Wasserkraftanlage errichten, die nach ihm Uppenbornwerke genannt wurde. Er starb nach einer Blinddarmoperation im Alter von 48 Jahren.

## Grabstätte
Die Grabstätte von Friedrich Uppenborn befindet sich auf dem Münchner Waldfriedhof (Grabnr. 6-W-3).

## Namensgeber für Straßen
Nach Friedrich Uppenborn wurde 1930 in München im Stadtteil Ramersdorf (Stadtbezirk 16 – Ramersdorf-Perlach) die Uppenbornstraße benannt.Lageplan
Auch in der Stadt Moosburg a. d. Isar gibt es eine nach Uppenborn benannte Uppenbornstraße.Lageplan

## Schriften
- Vorträge über Electrotechnick gehalten an der Königlichen Inspection der Militair-Telegraphie. Manuskript, München, um 1890.
- Geschichte der Transformatoren. München/Leipzig, 1888. Englische Übersetzung 1889 als History of The Transformer. (Volltext bei Open Library).
- Lehrbuch der Photometrie. Druck und Verlag von R. Oldenbourg, 1912 (bearbeitet und herausgegeben von Berthold Monasch).